# Phát âm
Phát âm là cách phát âm một từ hoặc một ngôn ngữ. Điều này có thể đề cập đến các chuỗi âm thanh được thống nhất chung được sử dụng khi nói một từ hoặc ngôn ngữ cụ thể trong một phương ngữ cụ thể ("phát âm chính xác" hoặc "tiêu chuẩn") hoặc đơn giản là cách một cá nhân cụ thể nói một từ hoặc ngôn ngữ.
Phát âm của các từ có thể được tìm thấy trong các tài liệu tham khảo như từ điển. Từ điển thông thường chỉ bao gồm các cách phát âm chuẩn, nhưng cách phát âm theo khu vực hoặc phương ngữ có thể được tìm thấy trong các tác phẩm cụ thể hơn. Orthoepy nghĩa là cách phát âm được coi là chính xác, hoặc việc nghiên cứu về cách phát âm.
Một từ có thể được nói theo những cách khác nhau bởi các cá nhân hoặc nhóm khác nhau, tùy thuộc vào nhiều yếu tố, chẳng hạn như: thời gian tiếp xúc văn hóa của thời thơ ấu của họ, vị trí cư trú hiện tại của họ, các rối loạn về giọng nói hoặc lời nói, nhóm dân tộc của họ, giai cấp xã hội của họ hoặc trình độ học vấn của họ.

## Thuật ngữ ngôn ngữ
Âm tiết là sự kết hợp của các đơn vị âm thanh (âm vị), ví dụ "goo" có một âm tiết được tạo thành từ [g] và [u:]. Ngành ngôn ngữ học nghiên cứu các đơn vị âm thanh này được gọi là ngữ âm học. Các âm vị đóng cùng vai trò được nhóm lại thành các lớp được gọi là ngữ vị; việc nghiên cứu về những thứ này được gọi là ngữ âm học hoặc ngữ âm học hoặc phonology. Các âm vị như các thành phần của phát âm thường được mô tả bằng Bảng chữ cái ngữ âm quốc tế (IPA).